# نموذج الكرة والعصا

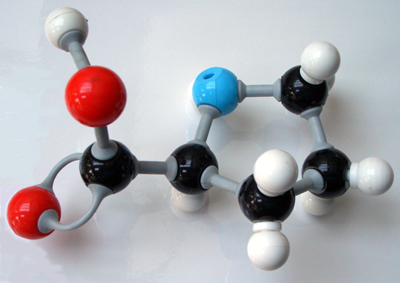
نموذج الكرة والعصا لجزيء برولين.

نموذج الكرة والعصا هو نموذج يستخدم في الكيمياء ويبين التركيب الجزيئي للمادة الكيميائية في صورة ثلاثية الأبعاد، حيث يظهر مواضع الذرات والروابط الكيميائية بينها. ويتم تمثيل الذرات بكرات متصلة بواسطة القضبان التي تمثل الروابط. وتمثل الروابط المزدوجة والثلاثية بواسطة اثنين أو ثلاثة من العصي المنحنية، على الترتيب.
في النموذج الجيد، يجب أن تكون الزوايا بين العصي مماثلة لنفس الزوايا بين الروابط، والمسافات بين مراكز الكرات يجب أن تكون متناسبة مع المسافات بين أنوية الذريات الممثلة لها. وغالبا ما يشار إلى كل عنصر كيميائي بلون مختلف.

نموذج الكرة والعصا بالحاسوب لجزيء حلقي الهكسان.